# 生活保守主義
生活保守主義（せいかつほしゅしゅぎ）とは、消費社会に満足し、社会変革を望まない姿勢を指す。バブル期に盛んに使用され、1986年の第38回衆議院議員総選挙において、自由民主党に304議席を獲得させる原動力になったとも言われる。転じて、年輩者が家庭生活の安定を望み、冒険を望まないことも指す。
1970年代後半からの自民党の勢力回復と主権者の保守回帰に関連して言及されることが多い。